# Chéilite
Une chéilite est une inflammation des lèvres, qui peut avoir de nombreuses causes. 

## Description
Cette affection des lèvres est généralement une lésion étendue à une grande partie des lèvres (demi-muqueuse), d'aspect blanchâtre et desquamatif, avec aspect de 
macération, accompagnée de fissures transversales et d'une bordure rouge vif sur la ligne de fermeture de la bouche, avec éventuelles croutes. 
La plupart des gens, au moins une fois dans leur vie développeront une cheilite, souvent à la suite d'une carence en vitamine B2 (hypovitaminose B2).

## Typologie
Il existe plusieurs formes de cette pathologie :
- chéilite exfoliative, éventuellement factice (squamocroûteuse uniquement entretenue par le léchage et le frottement chronique[2] ;
- chéilite catarrhale ;
- chéilite glandulaire ;
- chéilite granulomateuse (où l'examen anatomopathologique de l'œdème montre des granulomes inflammatoires sans nécrose caséeuse)[3], ou chéilite granulomateuse de Miescher (CGM, « tuméfaction des lèvres primaire ou secondaire à une pathologie sous-jacente »[4]), elle peut être associée à un syndrome de Melkersson-Rosenthal ;
- chéilite exfoliative ;
- chéilite eczémateuse ;
- chéilites allergiques [5], assimilable à une dermite de contact avec par exemple l'allergie au baume du Pérou ou à un composant de rouge à lèvres… ;
- chéilite à candidose (mycose) ;
- chéilite actinique (ou kératose actinique labiale), induite par l'exposition au soleil et par le tabagisme ;
- chéilite tuberculeuse[6] ;
- chéilite lupique[7].

## Causes
La chéilite peut (notamment chez la personne âgée) être causée par une carence ou une hypovitaminose en vitamine B2 (vitamine participant notamment à la bonne santé de la peau et des muqueuses) et/ou à un manque de fer. Cette carence ou une hypovitaminose peut résulter :  
- de malnutrition ;
- d'un régime trop restrictif ;
- d'un défaut d'absorption.

## Chéilite angulaire ou perlèche
Une « chéilite angulaire » ou perlèche est une inflammation, accompagnée de fissure, des commissures (coins) des lèvres. 
Elle est habituellement due à un microchampignon (Candida albicans) ; elle participe aussi à la description du syndrome de Plummer-Vinson et de la maladie de Kawasaki. 

Des dents ou des prothèses dentaires usées (perte de dimension verticale d'occlusion) en sont un facteur aggravant ou entretenant la pathologie. 

On peut aussi retrouver ce symptôme dans l'anémie ferriprive.